# ソフォニスバ・アングイッソラ
ソフォニスバ・アングイッソラ （Sofonisba Anguissola、Anguisciolaの綴りもある。姓はアンギッソラと表記することもあり。 1532年 - 1625年11月16日）は、イタリアのルネサンス期の女性画家。

## アングイッソラ家

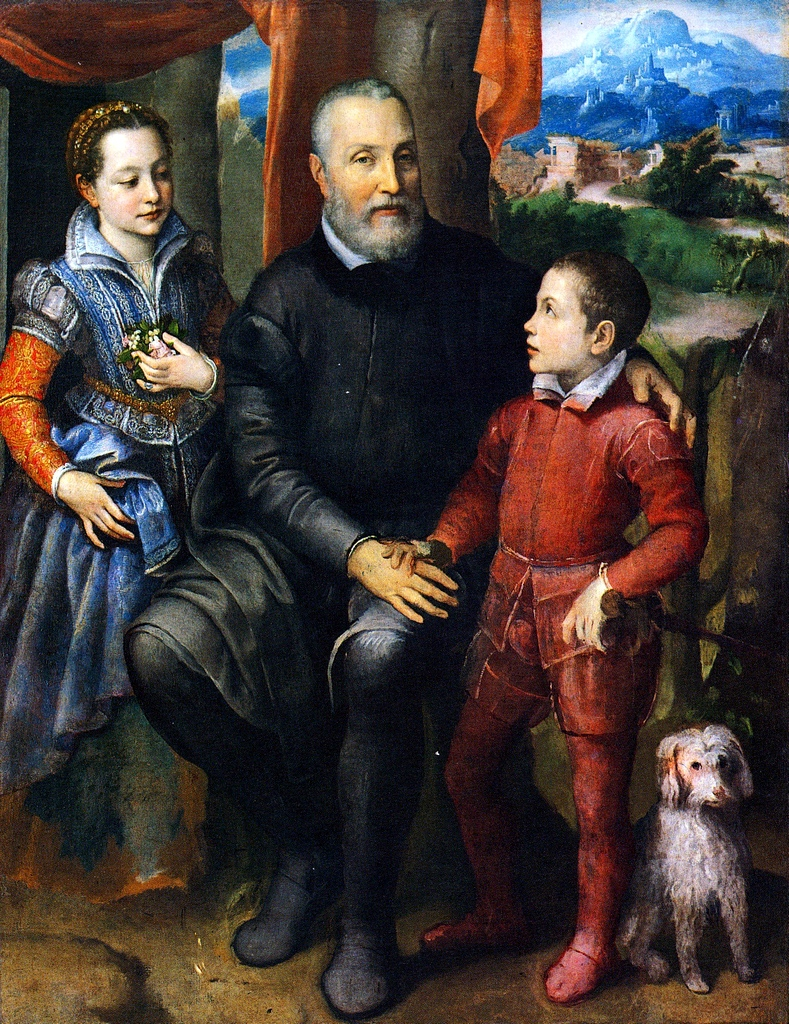
『ミネルヴァ、アミルカーレ、アスドルバーレ、アングイッソラ家の肖像』（1557）

ソフォニスバ・アングイッソラは、1532年頃にクレモナで7人姉弟の長女として生まれた。父アミルカーレ・アングイッソラは、ジェノヴァの下級貴族であった。ソフォニスバの母ビアンカ・ポンツォーネは、貴族の家系から出た裕福な一族の生まれであった。母はソフォニスバが4歳か5歳の時に死んだ。
4世代以上、アングイッソラ家は古代カルタゴ史と強い関係を持ってきた。彼らは偉大な将軍ハンニバルの名を子孫につけてきた。そのために、アミルカーレは自身の長女に、悲劇的なカルタゴ史の女性ソフォニスバ（Sophonisba）の名をつけた。
アミルカーレは6人の娘たち（ソフォニスバ、エレーナ、ルチア、エウロパ、ミネルヴァ、アンナ・マリーア）を教化して彼女らの才能を完全に開かせようと援助した。エレーナ、ルチア、エウロパ、アンナ・マリーアは画家となったが、ソフォニスバは目的を成し遂げたり名声を勝ち取るのにはほど遠かった。エレーナは尼僧となって（ソフォニスバは彼女の肖像を描いた）、絵から離れなければならなかった。アンナ・マリーアとエウロパは結婚のために絵をあきらめた。ソフォニスバの姉妹の中で最も才能のあったルチアは、若くして死んだ。ミネルヴァは作家・ラテン学者となった。弟アスドルバーレは音楽とラテン語を学んだが絵は描かなかった。

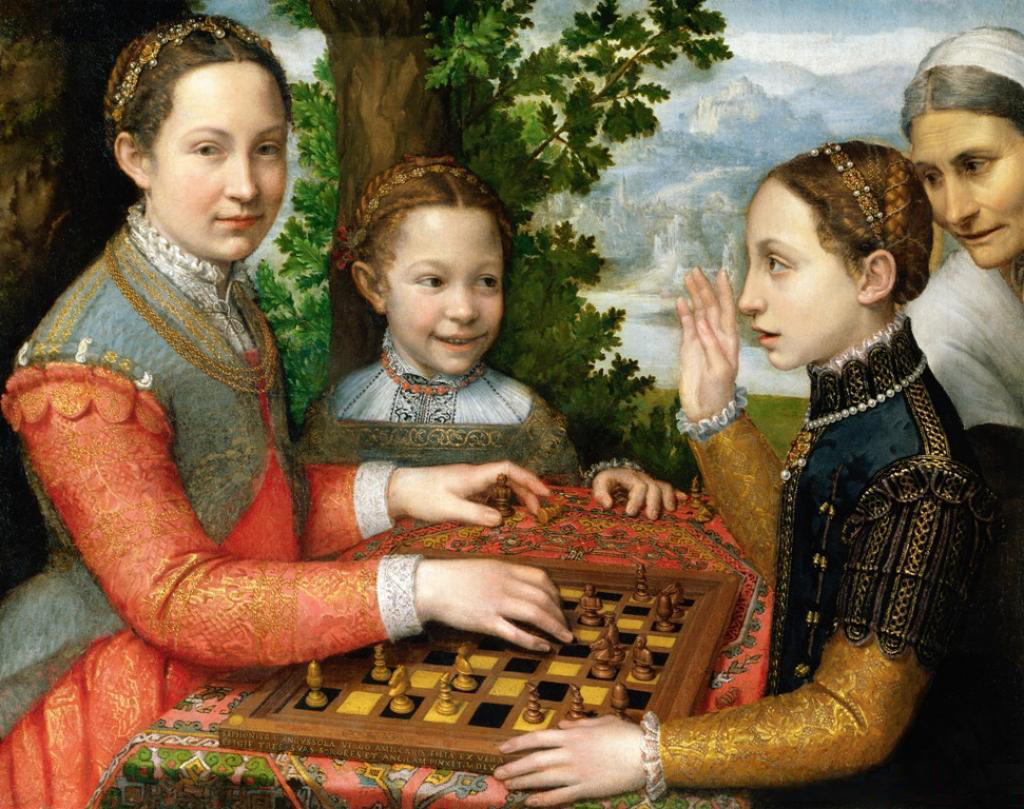
『チェスをするルチア、ミネルヴァ、エウロパ』
ポズナニ、ナヴロドヴェ美術館蔵

彼女の父は、娘たちに芸術を含む洗練された教育を受けさせた。14歳になったソフォニスバは、妹エレナとともにクレモナから画家ベルナルディーノ・カンピのもとに絵の勉強をするため送り出された。カンピが他の都市に移った際、ソフォニスバはカンピについて絵を学び続けた。地元の画家とのソフォニスバの徒弟制度は、画学生として女性を受け入れる前例となった。日付は定かでないが、ソフォニスバはゲッティのもとでおよそ3年間学んでいた（1551年から1553年）。
ソフォニスバの最も重要な初期作品は、『ソフォニスバ・アングイッソラを描くベルナルディーノ・カンピ』（1550年頃。シエナ国立絵画館蔵）である。彼女の肖像を描いている最中の師匠を描くという二重の肖像画となっている。
1554年、22歳のソフォニスバはローマへ旅行し、多種多様の風景や人物をスケッチして過ごした。ローマ滞在中、彼女は助手の画家を捜していたミケランジェロに会い、彼は彼女の仕事ぶりをよく知るようになった。ミケランジェロとの出会いは彼女にとって大きな名誉で、彼女は偉大な師匠から非公式に教わる恩恵を受けた。
泣いている少年を描くよう依頼されたソフォニスバは、『カニに手を挟まれて泣くこども』の絵を描いてミケランジェロに見せた。彼はたちまち彼女の才能を悟ったという（このスケッチは、以後50年間芸術家と貴族の間で議論され模写された）。
ミケランジェロはすぐに、彼女自身のやり方で描いた彼のノートからアングイッソラのスケッチを与え、その結果の助言を求めた。少なくとも2年あまり、ソフォニスバはこの非公式な勉強を続け、ミケランジェロから多大な指導を受けた。
偉大な初期の美術史家ジョルジョ・ヴァザーリは、ソフォニスバについてこう描いている。『アングイッソラは偉大な勤勉さを見せ、彼女の絵への努力においては我々の時代のどの女性よりも高貴である。彼女は絵を描くことのみならず、天性から彩色の才能を受け継いでいるし、他者からも秀でて模倣ができ、彼女はまれな美しい絵画を創造するのである。』

## 女性芸術家としての経歴

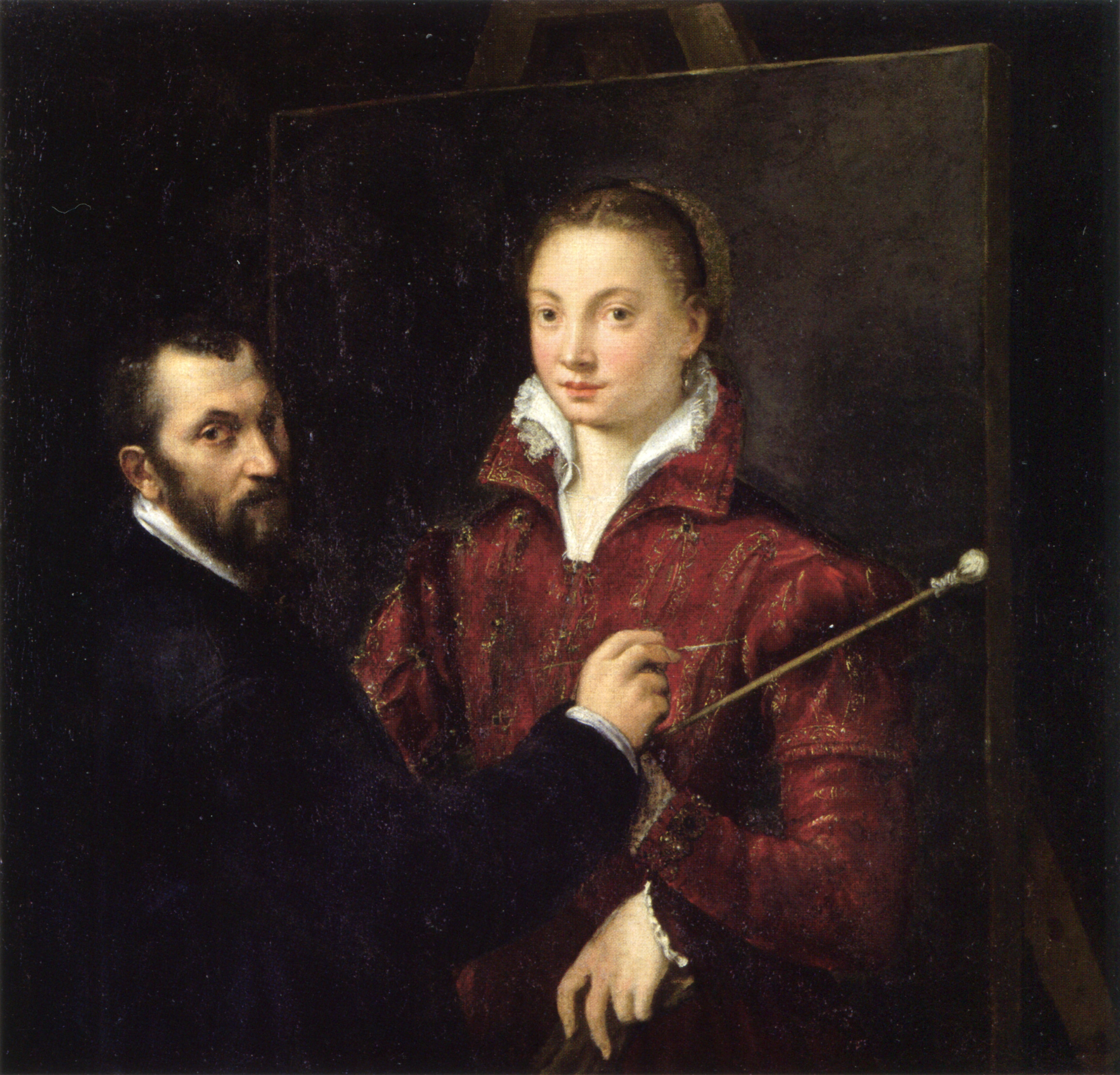
『ソフォニスバ・アングイッソラを描くベルナルディーノ・カンピ』（1550年代後半）シエナ国立絵画館、[https://www.youtube.com/watch?v=arRNe_QAn10 ※女性の腕が三本あるのは修復中の画像とのこと

ソフォニスバは当時の女性の平均以上に、多くの励ましと援助を受け充実していたが、彼女の社会的立場は彼女に女性としての性の制限を越えることは許さなかった。解剖学を学ぶ可能性も、生を描くこともなく（女性が裸体を見ることは禁忌とされていた）、彼女は規模の大きな宗教画や歴史画が必要とする、多様な人物像の構成を引き受けることができなかった。 
代わりに彼女は、形式張らないやり方でできる肖像画の新しい様式の可能性を探った。自画像と自身の家族の肖像画は彼女が最も頻繁に描いた題材である。

## スペイン宮廷で

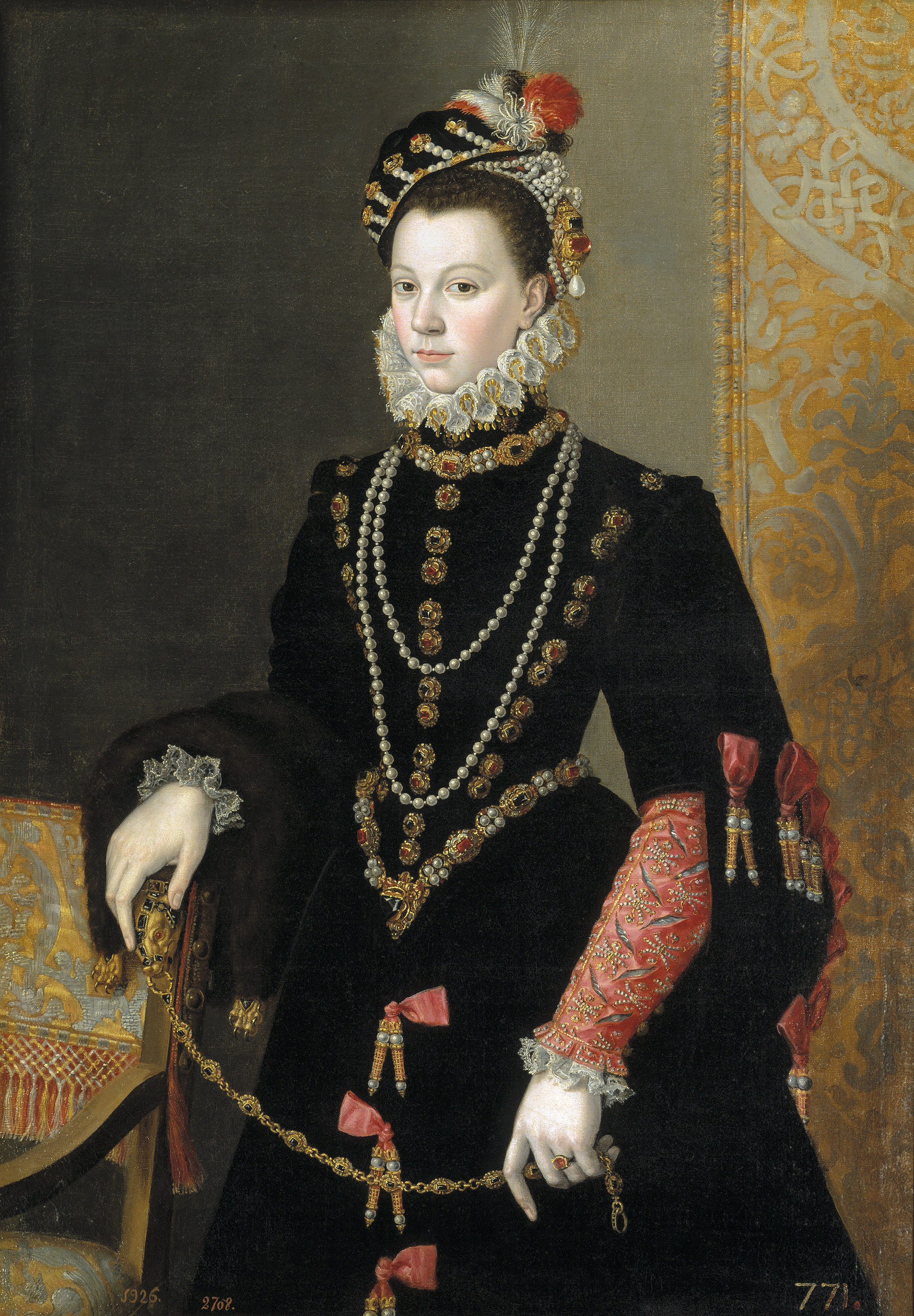
『スペイン王妃エリザベート・ド・ヴァロワの肖像』（1605）、プラド美術館

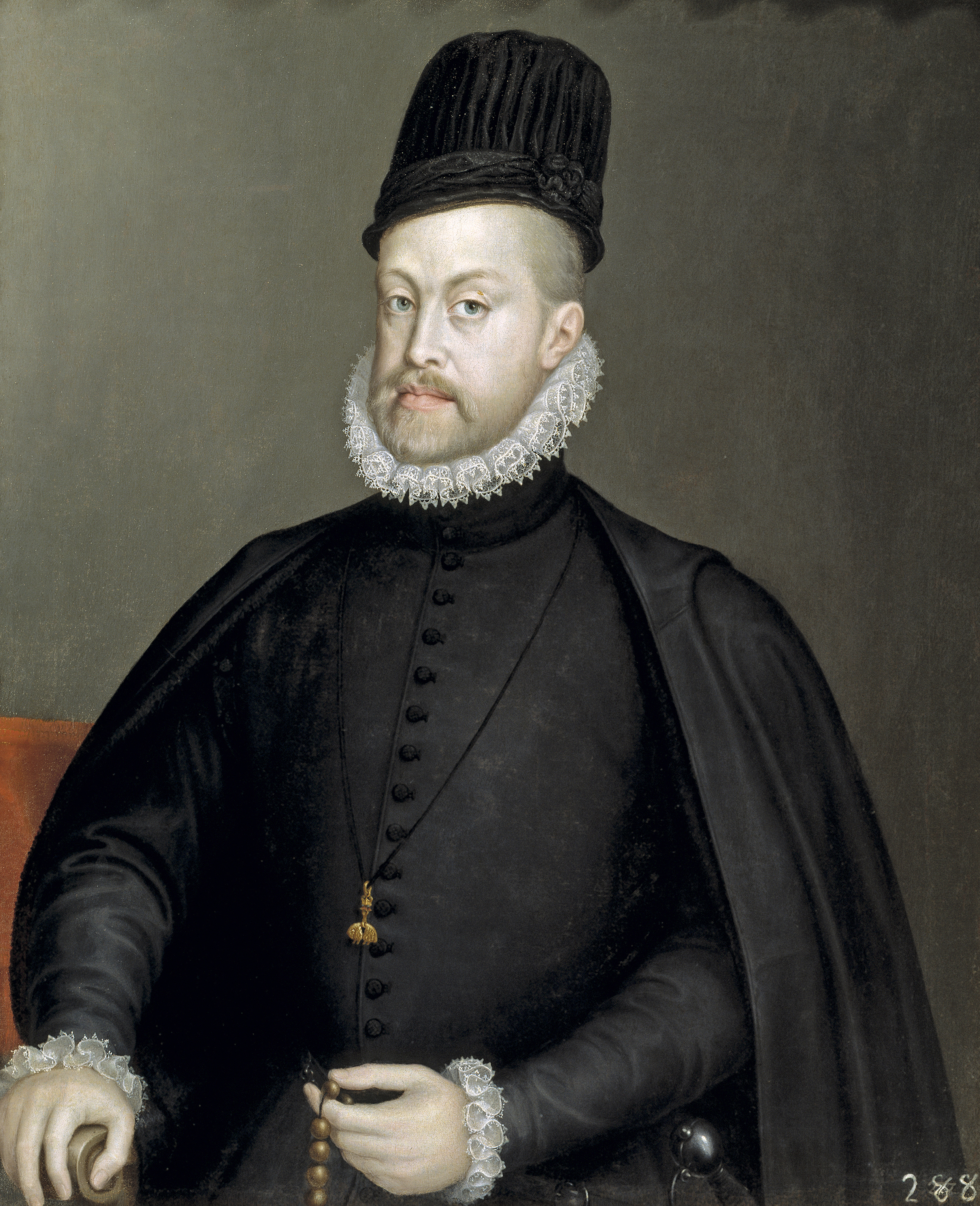
『フェリペ2世の肖像』（1565年）、プラド美術館

彼女の名がよく知られるようになると、ソフォニスバは1558年に時々ミラノへ向かい、そこでアルバ公フェルナンド・アルバレス・デ・トレドの肖像を描いた。アルバ公が彼女をスペイン王フェリペ2世に推薦した。1559年、ソフォニスバはスペイン宮廷に招かれ、これが彼女の経歴の転機となった。スペインに向かう前に、ソフォニスバは、同郷クレモナの詩人『ジョヴァンニ・バッティスタ・カゼッリの肖像』 (プラド美術館) を描いている。
ソフォニスバがイタリアを発ってスペイン宮廷に赴いたとき、彼女は27歳前後であった。1559年から1560年の冬にかけ、彼女は宮廷画家としてマドリードに到着し、フェリペ2世の3度目の妃エリザベート・ド・ヴァロワの女官となった。
ソフォニスバはすぐに若い王妃の信頼と尊敬を得た。1560年は宮廷で多くの公式肖像画を描くのに費やされた。フェリペ2世の実妹フアナ・デ・アウストリア像、フェリペの長男カルロス像が含まれる。　
こういった仕事は、彼女が初期に手掛けていた形式張らない肖像画より困難なものであった。何故なら、途方もない時間とエネルギーを、精巧な織物や王家の宝石を描くことに注ぎ込む必要があったためである。そういった挑戦にもかかわらず、ソフォニスバの描いたエリザベート王妃像（彼女の死後は、フェリペの4度目の妃アナ・デ・アウストリア像）は力強く生命に溢れたものとなっている。 
エリザベート王妃に仕えている間、ソフォニスバはコエリョと密接に仕事をした。事実、フェリペ2世が中年の頃の有名な『フェリペ2世の肖像』 (プラド美術館) は、最初はコエーリョ作とされていたのである。最近になってこの絵がソフォニスバの作品と認識されるようになった。

## 私生活
1570年、38歳のソフォニスバは未だ独身であった。エリザベート王妃の死後、フェリペ2世はソフォニスバの将来を案じて、彼女を見合い結婚させた。1571年頃、彼女はパテルノ公子でシチリア総督のフランシスコ・デ・モンカーダと結婚した。結婚式は華やかに祝われ、彼女はスペイン王から持参金を持たされた。挙式後に夫婦でイタリアにある夫の所領とアングイッソラ家を訪問し、すぐスペインへ帰国した。スペイン宮廷で18年間を過ごした後、ソフォニスバと夫は1578年頃に王の許可を得てスペインを発った。夫妻はパレルモへ行き、そこで夫フランシスコは1579年に死んだ。
47歳になっていたソフォニスバはクレモナへ旅行し、年の離れたオラツイオ・ロメッリーノと出会った。彼は彼女が旅行中乗船した船の船長だった。二人はそのすぐ後、1580年にピサで結婚した。
オラツィオは妻の芸術を理解し援助した。二人は長く幸せな結婚生活を送った。二人は、オラツィオの一族が住まう大きな家のある、ジェノヴァに移り住んだ。ソフォニスバは、自分のスタジオや絵を描く自分だけの場所を与えられた。

## 晩年

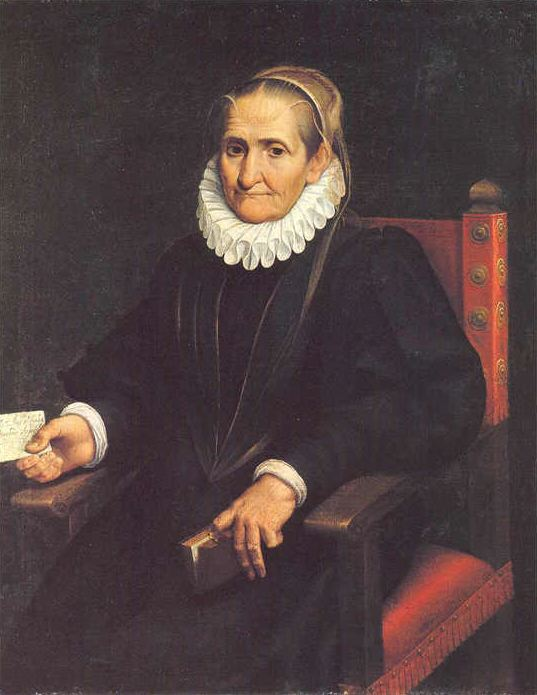
『ソフォニスバの自画像』（1610年頃）

オラツィオの資産に、フェリペ2世から気前よく邸宅が加えられ、そこでソフォニスバは気の向くままに絵を描き快適に暮らした。現在有名なのは、ソフォニスバが、訪問したり芸術論を戦わせる多くの同僚を受け入れていたことである。これらの中には若い芸術家がおり、熱心に学びソフォニスバの独特の画法を模倣した。 
1623年、ソフォニスバはフランドルの画家アンソニー・ヴァン・ダイクの訪問を受けた。彼は1600年代初頭に彼女の肖像画を描いており、彼が訪問したときにソフォニスバが彼のスケッチブックに絵を描いたことが記録されている。『彼女の視力は弱っていた』と記している。ソフォニスバの知性は変わらず用心深かった。助言の抜粋が、訪問の際にヴァン・ダイクに与えたと記録がされている。訪問中、ヴァン・ダイクは彼女の肖像画を描いた。これはソフォニスバの最後の肖像となった。次の年、ソフォニスバはシチリアへ戻ったのである。
晩年の間、ソフォニスバは肖像画のみならず、若い頃描いていたという宗教画も描いていた（不幸なことに宗教画の多くは失われた）。彼女は亡くなる年にパレルモへ移住するまで、ジェノヴァで肖像画家を指導していた。1620年、彼女は最後の自画像を描いた。 
後世の伝記の内容を比較すると、彼女は全盲とはならなかったがおそらく白内障であった。ソフォニスバは、視力が弱ってからは芸術の裕福な後援者となった。1625年、彼女はパレルモで93歳で死んだ。
7年後、彼女が生きていれば100歳となった誕生日に、夫オラツィオは妻の墓碑に銘を刻んだ。
『我が妻ソフォニスバへ...あなたはこの世で、肖像画を描く傑出した輝かしい女性として記録された... 大きな愛を失い悲嘆に暮れるオラツィオ・ロメッリーノ、1632年、偉大な女性にこの小さな賛辞を捧げる。』

## 伝記
- Ilya Sandra Perlingieri, Sofonisba Anguissola, Rizzoli International, 1992 ISBN 0-8478-1544-7
- Chadwick, Whitney, Women, Art, and Society, Thames and Hudson, London, 1990 ISBN 0-500-20354-7
- Harris, Anne Sutherland and Linda Nochlin, Women Artists: 1550-1950, Los Angeles County Museum of Art, Knopf, New York, 1976 ISBN 0-394-41169-2
- Sylvia Ferino-Pagden, Maria Kusche, Sofonisba Anguissola: A Renaissance Woman,National Museum of Women in the Arts, 1995 ISBN 0-940979-31-4
- Pizzagalli, Daniela La signora della pittura : vita di Sofonisba Anguissola, gentildonna e artista nel Rinascimento, Milano 2003 ISBN 8817995096